# Soulaimane El Mokadem

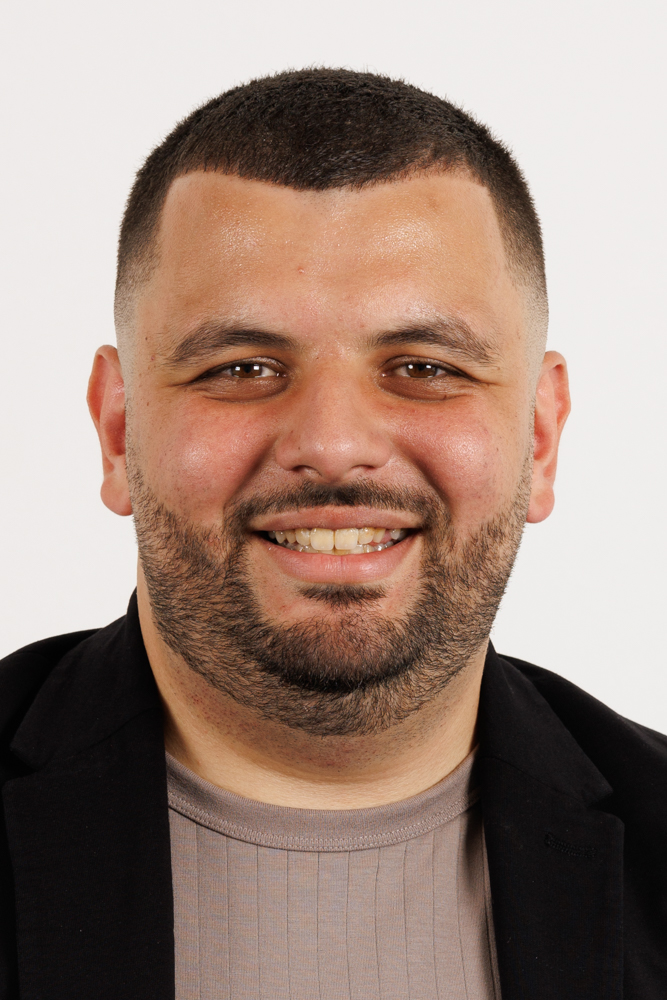
Soulaimane El Mokadem

Soulaimane El Mokadem (Brussel, 9 december 1997) is een Belgisch politicus.

## Biografie
El Mokadem is van Marokkaanse afkomst en groeide op in de volkswijk Marollen, waarna hij zich in Laken vestigde.
Hij ging economie studeren aan de Solvay Brussels School of Economics and Management van de ULB en werd er vanaf 2018 voorzitter van een studentenkring voor Arabisch-Europese studenten, waar hij voor het eerst in aanraking kwam met de PVDA-PTB. Na het behalen van zijn masterdiploma in 2022 ging El Mokadem als parlementair attaché aan de slag voor de PTB-fractie in het Waals Parlement, waar hij werkte rond onderwerpen als begroting, goed bestuur, politieke privileges en internationale kwesties.
Bij de Brusselse gewestverkiezingen van juni 2024 werd El Mokadem vanop de tweede plaats van de Franstalige PTB-lijst verkozen in het Brussels Hoofdstedelijk Parlement. Hij ging er zetelen in de commissies Financiën en Algemene Zaken en Economische Zaken en Tewerkstelling In maart 2025 besloot hij om onduidelijke redenen de PTB te verlaten en als onafhankelijk parlementslid te zetelen.
In oktober 2024 werd hij tevens verkozen tot gemeenteraadslid van Brussel. In april 2025 nam El Mokadem ontslag uit dit mandaat.